# Revolta do Turvo
Revolta do Turvo foi um motim ocorrido em dezembro de 1831, na localidade de Santa Rita do Turvo, situada na então Província de Minas Gerais, durante o conturbado Período Regencial brasileiro. O episódio está associado aos movimentos de contestação à Regência, especialmente à Revolta do Ano da Fumaça de 1833, da qual é considerada uma das raízes.

## Contexto histórico
O período regencial (1831–1840) foi marcado por intensas disputas políticas entre facções como os Moderados, Exaltados e Caramurus. A abdicação de Pedro I em 7 de abril de 1831 deflagrou uma série de conflitos e levantes no Império, com debates sobre a legitimidade da Regência e propostas de reforma da Constituição de 1824.
A província de Minas Gerais, a mais populosa do país à época, vivenciava forte tensão política desde 1831, com o surgimento de motins em diversas localidades. O Conselho Geral da província debatia medidas para preservar a ordem e resistir a possíveis intervenções consideradas ilegítimas.
Santa Rita do Turvo, onde eclodiu a revolta, era uma região de ocupação recente e difícil, com forte presença indígena e pouco conectada aos centros administrativos e eixos de exportação. A localidade era descrita como isolada e marginal em relação à economia da província.

## O motim
Em dezembro de 1831, cerca de 50 homens oriundos do Distrito de Santa Rita do Turvo, Freguesia do Mártir São Manoel do Rio da Pomba e Peixe, Termo da Leal Cidade de Mariana e redondezas, reuniram-se armados no Arraial de Santa Rita. Armados com espingardas, pistolas, espadas, facas e zagaias, os participantes defendiam abertamente o retorno de Dom Pedro I ao trono, bradando vivas ao imperador e ameaçando convocar centenas de apoiadores caso fossem confrontados.
A liderança do movimento ficou a cargo do Coronel João Luciano de Souza Guerra Araújo, vereador em Mariana e grande proprietário de escravizados. Ele forneceu munições aos revoltosos, demonstrando uma prática política ancorada nos moldes do Antigo Regime, em que elites mobilizavam setores populares em torno de projetos conservadores.

## Conexão com a Revolta do Ano da Fumaça
A revolta de Santa Rita do Turvo é vista como um prenúncio da Revolta do Ano da Fumaça, ocorrida em Ouro Preto em 1833. As duas mobilizações compartilham lideranças e ideias políticas restauradoras, centradas na crítica à Regência e na defesa de valores monárquicos tradicionais.
João Luciano também teve papel ativo na Revolta do Ano da Fumaça, renunciando ao cargo de Juiz de Paz para apoiar a Câmara Municipal de Mariana e o chamado "governo de Ouro Preto", chegando a solicitar o arquivamento de documentos do governo legal deposto.

## Interpretação historiográfica
Autores como Pedro Xavier da Veiga e Francisco Iglesias consideram a Revolta do Ano da Fumaça e movimentos associados como o de Santa Rita do Turvo como expressões de um restauracionismo político, embora Iglesias qualifique-os como "inconsistentes", formados por militares ressentidos. Andréa Lisly Gonçalves reforça a visão de que tais revoltas representavam elites declinantes, defensoras da centralização de poder nas câmaras municipais e na manutenção de privilégios coloniais.
Por outro lado, Wlamir Silva questiona essa leitura restauradora. Segundo o autor, a retórica de restauração era uma atribuição feita pelos liberais moderados mineiros aos adversários, e os revoltosos, na verdade, reconheciam a Regência, buscando apenas reverter medidas arbitrárias e assegurar influência nas nomeações políticas locais.